# 修飾詞
修飾詞（Epithet，又稱形容語句）是指一種用來描述某人、某地或某物的詞語或短語，通常作為正式名稱的替代，常見於西方人物、地點或者事件的名字上。這些詞語可以是字面上的描述，也可以是暗示性的，並且在語言學、文學、宗教和修辭學等領域中廣泛應用。修飾詞具有突出的修飾功能，有助於強調特徵，並在某些情況下增強說服力。在中文的語境中，修飾詞可會被翻譯成綽號或者外號，例如：英格蘭女皇瑪麗一世的綽號 （即修飾詞）為「血腥瑪麗」。

## 語言學
修飾詞有時會被附加在人的名字之後，或取代名字之位置，可被描述為一種有榮譽意味的綽號；基於這種緣由，部分語言學家主張它們應被視為代名詞。 另有觀點認為，形容語句是一種與語法-語意介面有關的現象，因為它同時涵蓋了語法和語意的特性，同時具有語用學的維度。
修飾詞透過長久以來的既定使用方式，與其名詞緊密相連。並非所有的形容詞都能稱為修飾詞。尤其當其功能主要是裝飾性質時，修飾詞的特性便顯得格外突出。例如，「雲集的宙斯」（Cloud-gathering Zeus），此一形容語句若在非風暴情境中使用，其功能則更傾向於裝飾性而非實用性。沃爾特·布爾克特曾指出：「當修飾詞不在直接的語境中使用，也不屬於其原型時，它們具有裝飾性的功能。尤其在需要填補半行詩的空白時，修飾詞時常扮演著得力助手之角色。」
修飾詞中，必要性修飾詞（epitheton necessarium）通常用於區分在位的君主，常作為名字後綴的序數詞（如一世、二世）之替代。例如：
- 理查一世（Richard I） → 獅心王理查（Richard the Lionheart）
- 卡爾三世（Karl III） → 肥胖王卡爾（Karl der Dicke）
- 查理二世（Charles II） → 秃頭王查理（Charles le Chauve）

修飾性修飾詞（epitheton ornans）則在不會引發重大混淆的情況下，可以被省略。例如，維吉爾在《埃涅阿斯紀》中使用的「忠貞的阿卡特斯」（Fidus Achates），即主人公埃涅阿斯的隨從阿卡特斯的修飾詞。

## 文學
修飾詞在文學中可以用來表達人物的特徵或屬性，並且在詩歌中也經常出現。它們不僅有助於塑造人物形象，還能增強作品的藝術性和表現力。.
修飾詞是古代史詩風格的特徵，特別是在荷馬的作品或北歐傳奇中（參見荷馬的形容語句）。當詹姆士·喬伊斯使用「鼻涕綠色的海洋」（the snot-green sea）這個詞組時，他是在模仿荷馬著名的形容語句「酒紅色的海洋」。「謹慎的鐵拉馬庫斯」（Discreet Telemachus）這個詞組也被視為一種修飾詞。修飾詞可以用來替代正式名稱，如用「佩利德斯」（Pelides）指代阿喀琉斯。在威廉·莎士比亞的戲劇《羅密歐與茱麗葉》中，修飾詞如「星命戀人」和「死亡標記的愛」也被使用。

## 宗教
在多神信仰的宗教中，例如古印度和伊朗（其最古老的修飾詞可以追溯到共同的印度-伊朗時期）。在古希臘和古羅馬，神祗的修飾詞句通常反映了神祗某個方面的本質和角色，例如，阿波羅作為藝術和科學的守護神，會被稱為「繆斯領袖阿波羅」（Apollo Musagetes）；當要強調其太陽神的角色，則被稱為「光輝阿波羅」（Phoibos Apollo）。同樣地，當雅典娜被賦予這一形容語句時，強調了她保護城市的神聖職責；而當她被稱為，則強調了她監督手工藝的神格特性；當她被冠以之名時，象征她參與戰鬥的勇武形象；當雅典娜被稱為，則彰顯了她作為勝利女神的神聖地位。
在基督教中，耶穌有「和平之君」（Prince of Peace）等修飾詞，瑪利亞有「上帝之母」（Mother of God）等修飾詞，這些修飾詞在信仰實踐中具有重要意義。

## 修辭學
修飾詞是用來描述某地、某物或某人的形容詞或形容詞短語，幫助突出其特徵。例如，「血腥的法國革命」中的「血腥」一詞就是一個修飾詞。修辭學中，修飾詞可以用來增強說服力。 鑑於說服為修辭學的核心要素，使用形容語句乃合乎邏輯之舉。運用具說服力的詞彙，能大幅提升論述的說服力。知識結合描述性的詞彙或短語，可成為強有力的工具。此觀點在Bryan Short的文章中亦獲支持，他指出：「新修辭學的經驗主義風格，源於對語言清晰度和直接性的普遍尊重。」修辭學家在使用修飾詞時會特別小心，以避免使用污辱性或貶低性的詞語。

## 姓氏前的使用
在採用姓氏之前，描述性修飾詞用於區分同名的人。 例如，在1086年的《末日審判書》中，「庫爾的理查·」（Richard of Coursey）和「管家理查」（Richard the butler）是描述性的修飾詞。這些描述性修飾詞不具有遺傳性，並且可能隨著個人情況的變化而改變。隨著姓氏的廣泛使用，這些修飾詞逐漸減少，但在一些情況下仍然繼續使用。

## 外部連結
- 维基共享资源上的相關多媒體資源：修飾詞
- 荷馬的修飾詞 Bibliotheca Augustana